# Фабер, Франс
Эли Франс Йоханнес Фабер (дат. Eli Frands Johannes Faber; 22 июня 1897, Фредериксберг — 23 июня 1933, Копенгаген) — датский хоккеист на траве, полевой игрок. Серебряный призёр летних Олимпийских игр 1920 года.

## Биография
Франс Фабер родился 22 июня 1897 года в датском городе Фредериксберг.
Играл в хоккей на траве за «Ориент» из Конгенс Люнгбю.
В 1920 году вошёл в состав сборной Дании по хоккею на траве на летних Олимпийских играх в Антверпене и завоевал серебряную медаль. Играл в поле, провёл 3 матча, мячей (по имеющимся данным) не забивал.
Умер 23 июня 1933 года в датском городе Копенгаген.